# Студений (річка)
Студе́ний — річка в Українських Карпатах, у межах Хустського району Закарпатської області. Ліва притока Репинки (басейн Ріки).

## Опис
Довжина 12 км, площа басейну 53,3 км². Похил річки 24 м/км. Річка типово гірська. Долина вузька і глибока. Заплава в багатьох місцях відсутня. Річище слабозвивисте.

## Розташування
Студений бере початок на північ від села Верхній Студений, на південних схилах Верховинського Вододільного хребта. Тече переважно на південь. У селі Пилипець зливається з потоком Пилипець, даючи початок річці Репинці.
Студений тече через села: Верхній Студений, Нижній Студений, Пилипець.